# Juliana Correia
Juliana Correia é uma jornalista, escritora e contadora de histórias de matriz negro-africana.
Fundadora do BaObazinhO (2013) , trabalho itinerante que alia arte, memória e educação a partir de narrativas preservadas pela tradição oral negro-africana.

## Biografia
Filha de pernambucanos, nasceu na cidade do Rio de Janeiro, em 18 de novembro de 1979. Estudou em escolas municipais e, em 2003, graduou-se em comunicação social, com habilitação em Jornalismo, pela Universidade Veiga de Almeida, onde era também auxiliar de biblioteca. Em 2004, ingressou o curso de História, na extinta Universidade Gama Filho, e, paralelamente, por meio de coletivos negros, iniciou seus estudos sobre a questão racial no Brasil. Em 2008, engravidou e, com o objetivo de promover ao filho a construção de imaginários positivos sobre a negritude, se engajou na montagem de um acervo literário que apresentasse o continente africano e a diáspora negra de forma positiva. Em 2013, a partir de um autorretrato do próprio filho, que utilizou canetinhas pretas e marrons, surgiu a inspiração para fundar o "BaObazinhO" um trabalho itinerante que alia arte, memória e educação a partir das narrativas preservadas pela tradição oral africana e afrodiaspórica.
Formada também em educação artística, defendeu dissertação de mestrado  em 2019, pela Universidade Federal Rural do Rio de Janeiro (UFRRJ), versando sobre educação antirracista, contação de histórias e filosofia afroperspectivista.
Pesquisadora das artes negras, com vivência em culturas de matriz africana como o funk, o samba, a capoeira e o jongo, é autora dos livros "Dia de Praia" (Leiturinha, 2024), "Akua'Ba" (Oríkì Editora, 2022) e "Futebol e Assombração"(Aziza Editora, 2021) .

## Obras
- "Dia de Praia" (Leiturinha, 2024)
- "Akua'ba" (Oríkì Editora, 2022)
- "Futebol e Assombração" (Aziza Editora, 2021)

## Prêmios
- Prêmio Carolina Maria de Jesus de Literatura Produzida por Mulheres 2023, promovido pelo Ministério da Cultura do Brasil . Contemplada pelo livro "Malungos e outras histórias".
- Concurso de Crônicas do Museu do Futebol - SP, 2023. Terceiro lugar com o texto "Dona Ketu, onde é que a coruja dorme?" (concurso promovido pelo Museu do Futebol SP, em parceria com a Revista Placar e ONU Mulheres).
- Prêmio Off Flip de Literatura 2017. Segundo lugar na categoria infantojuvenil, com o texto "O Misterioso Caxambu".